# Porte des Lilas – Cinéma (Métro Paris)
Porte des Lilas – Cinéma ist eine seit 1956 für den Fahrgastbetrieb geschlossene Station der Métro Paris und gehört somit zu den vielen Pariser Geisterbahnhöfen. Sie liegt an der Verbindung der Linie 3bis über die Betriebsgleise Voie navette und Voie des Fêtes zur Linie 7bis und wird offiziell als Station B des Umsteige- und Endbahnhofs Porte des Lilas geführt. Die Station diente als Drehort für zahlreiche Hollywoodfilme (z. B. in 3 Days to Kill als Station Ségur) und französische Kinofilme (in Die fabelhafte Welt der Amélie als Station Abbesses).

## Geschichte und Beschreibung

Gleisplan mit der Station Porte des Lilas – Cinéma

Die Stationen A und B des U-Bahnhofs Porte des Lilas wurden am 27. November 1921 mit Eröffnung der Linie 3 in Betrieb genommen. Die Station B wurde für den gemeinsamen Verkehr mit der Linie 7 (seit 1967: Linie 7bis) angelegt, die über die Strecken Voie navette und Voie des Fêtes angebunden wurde. Ein durchgehender Verkehr zwischen diesen Linien erfolgte dann aber nicht, stattdessen verkehrte ein Pendelzug (fr: navette) über die Voie navette zur Station Pré-Saint-Gervais. Im Zuge der Mobilmachung zu Beginn des Zweiten Weltkriegs wurde diese Betriebsform am 3. September 1939 aufgegeben, seitdem ist die Station B für Fahrgäste geschlossen. Anfang der 1950er Jahre diente die Voie navette mit der Station B für die Erprobung des gummibereiften Protoypfahrzeugs MP 51. Wiederholt wurde die Station B auch für Filmaufnahmen genutzt und wird deshalb auch als „Porte des Lilas – Cinéma“ bezeichnet.
Die Station wurde bergmännisch errichtet und ist 75 m lang. Sie liegt unter einem elliptischen, weiß gefliesten Gewölbe und weist Seitenbahnsteige an zwei parallelen Streckengleisen auf. Das Gleis der Voie navette ist von Fahrzeugen mit Gummibereifung befahrbar. Die Treppen, die zu den Bahnsteigen führen, sind mit Metalltüren verschlossen.

## Dreharbeiten
Das Bühnenbild und besonders die Namensschilder der Station werden an den jeweiligen Film angepasst, um die Station für die Dauer der Dreharbeiten in eine andere Station zu verwandeln. Die Rahmen der Plakatwerbungen wurden dunkelblau gestrichen, damit sie später mithilfe der Bluescreen-Technik am Computer bearbeitet werden können.
Der Preis für das Mieten der Station als Drehort beträgt im Durchschnitt zwischen 15.000 und 18.000 Euro für einen undefinierten Zeitraum, er kann jedoch je nach Länge der Dreharbeiten und nach Aufwendigkeit der Szene (z. B. Benutzung von Metro-Zügen) variieren. Die RATP verlangt für den Fall, dass die Dreharbeiten annulliert werden, eine Entschädigung von 200.000 Euro. Die meisten der Filme, die in der Métro spielen, sind in der Station gedreht worden.

## Planung
Bei einer möglichen Verschmelzung der Linie 3bis mit der Linie 7bis würde die Voie navette wieder als regulärer Streckenabschnitt im Linienbetrieb fungieren und die ihr ursprünglich zugedachte Funktion übernehmen. Die Vereinigung der beiden Linien zu einer künftigen Linie 15 ist im Masterplan für die Hauptstadtregion Ile-de-France aus dem Jahr 2013 vorgesehen, der Zeitrahmen erstreckt sich über 2030 hinaus.